# Escuela Superior de Música "Condorcunca" de Ayacucho

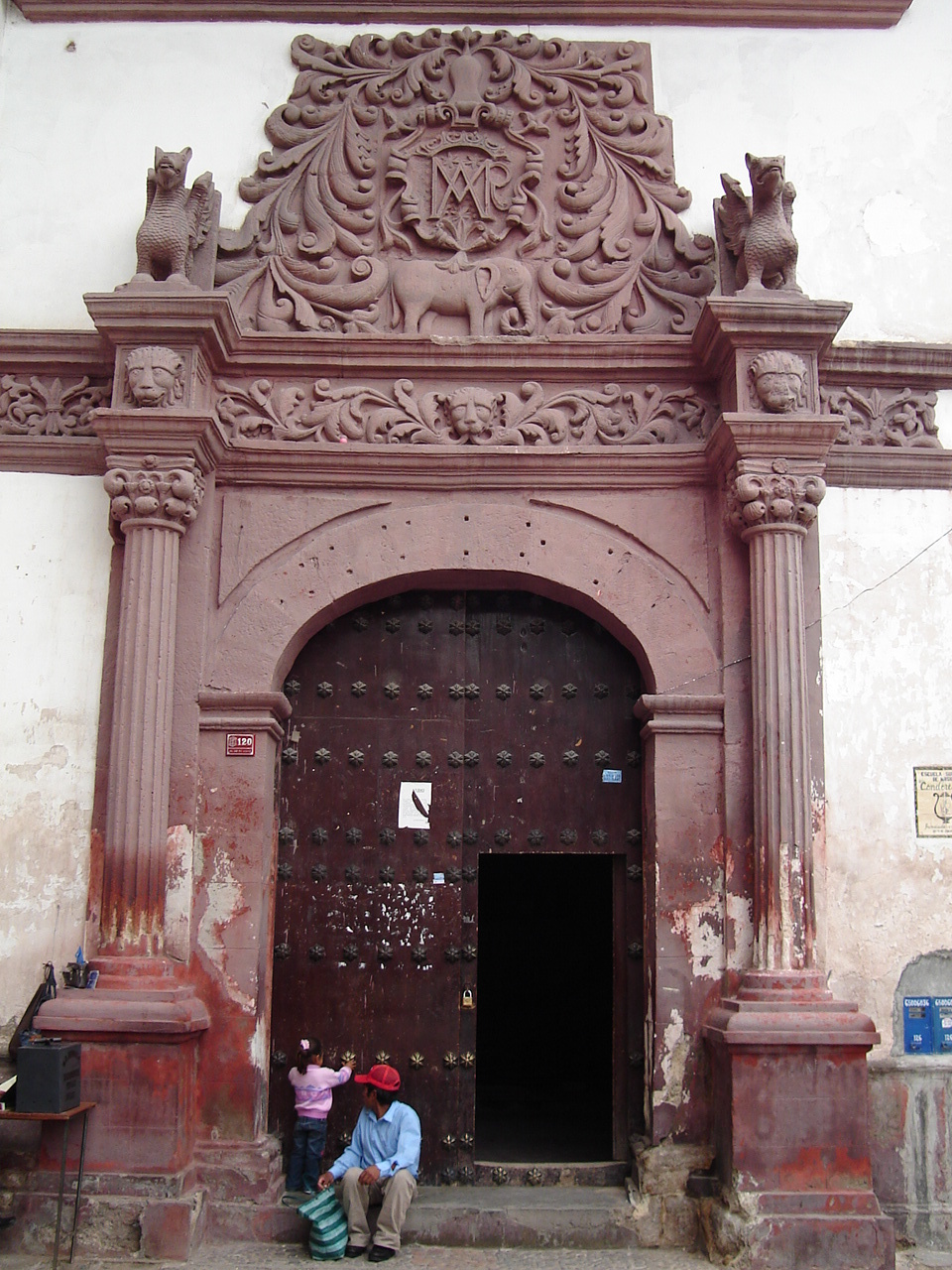
Fachada de la Escuela Condorcunca

La Escuela Superior de Formación Artística Pública "Condorcunca" de Ayacucho, es una institución de educación superior dedicada a la enseñanza de la música. Está ubicada en la ciudad de Ayacucho.

## Historia
La Escuela Superior de Música Pública "Condorcunca" de Ayacucho fue creada mediante la Resolución Ministerial N° 1598 del 18 de febrero de 1957 como Escuela Regional de Música. La representación parlamentaria del Departamento de Ayacucho, pidió en la Cámara de Diputados en sesión del 26 de agosto de 1956 que se oficie al Ministerio de Educación Pública, a fin de que se disponga el establecimiento de una Escuela Regional de Música en la Capital dei Departamento de Ayacucho. El pedido fue atendido el 26 de septiembre de 1956 por el ministro de Educación Pública, Doctor Jorge Basadre Grohmann. 

"El Departamento de Ayacucho tiene como una de sus características la centrada vocación musical de sus pobladores, cuya fama ha trascendido los limites de nuestras fronteras. Lamentablemente en la actualidad las condiciones artísticas innatas de los ayacuchanos se pierden, sin que se tomen medidas de ninguna especie para alentar y contribuir con su educación y perfeccionamiento musical".
Argumentación de la Resolución Ministerial N° 1598 dei 18 de febrero de 1927 .

Como primer director fue nombrado el musicólogo César Bedoya Vera, graduado en el Conservatorio Nacional de Música, La nueva escuela inició sus labores académicas con las modalidades de Preparatoria y Experimental hasta el año 1974. La Institución otorgó el Título de Bachiller Profesional a partir del año 1976 a 1991.
En los primeros años de actividad, funcionó el local ubicado en el jirón Callao N° 202, luego en el local ubicado en jirón Grau N° 136 (de 1959 a 1963), perteneciente a la familia Velarde Álvarez. Luego en el local ubicado en el jirón Callao 102 de propiedad de la señora Albina del Barco de Moya. 
Desde 1976 hasta la actualidad viene funcionando en el local ubicado en el jirón 28 de julio, habiendo sido transferida a este inmueble por la Dirección Regional de Educación de Ayacucho.
En el 2014, por Ley N° 4033/2009-CR,  Ley Universitaria a la Escuela Superior de Formación Artística Pública. La ESM “Condorcunca” de Ayacucho, tiene la facultad de otorgar grados académicos y títulos profesionales a nombre de la Nación, dentro del marco de la Nueva Ley Universitaria.

## Infraestructura
El actual local está conformado por dos construcciones: La primera compuesta por la entrada colonial de una sola planta donde anteriormente se encontraba la antigua Capilla de los Jesuitas o casa de los Hijos de Loyola. donde funcionan aulas para clases de instrumentos; y la segunda de construcción de época republicana, corresponde a los ambientes de clases teóricas, sala de audición, administración, auditorio, baños, biblioteca y sala de lectura.
La portada de la escuela es de estilo  Neoclásica Renacentista, o tal vez plateresca con una puerta de arco de medio punto , con columnas corintias acanaladas, con friso de follaje y máscaras felinas, así también hay presencia de dos dragones alados con rostro de perro, cuerpo escamoso, bípedo y con cola de serpiente; al centro, la presencia de un elefante que representa la influencia asiática y encima un medallón con un monograma mariano.

## Educación
Actualmente la ESM "Condorcunca" oferta la Carrera de Profesor de Educación Artística Especialidad Música. Además cuenta con secciones preparatorias pre-profesional como son: Formación Temprana y Formación Básica, siendo la enseñanza en la asignatura de instrumentos en forma individualizada.